# Sergio Omar Almirón
Sergio Omar Almirón (ur. 18 sierpnia 1958 w Rosario, Santa Fe) – argentyński piłkarz, który występował na pozycji napastnika.

## Kariera klubowa
W swojej karierze grał w takich klubach jak: Newell’s Old Boys, Tours FC (Francja), Tigres UANL (Meksyk), Estudiantes La Plata, Central Córdoba Rosario i Talleres Córdoba.

## Kariera reprezentacyjna
Almirón był w kadrze Argentyny, gdy ta wygrała mistrzostwo świata w 1986 roku. Podczas samego turnieju nie wszedł jednak na boisko. Pomimo bycia napastnikiem otrzymał on koszulkę z numerem 1, co tradycyjnie zarezerwowane jest dla bramkarzy. Argentyna jednak przydzielała numery na trykotach zgodnie z alfabetem.

## Sukcesy

### Klubowe
Newell's Old Boys
- Primera División: 1987–88

### Reprezentacyjne
Argentyna
- Złoty medal Mistrzostw Świata: 1986